# Tiro nos Jogos Olímpicos de Verão de 2020 - Carabina três posições masculino
A competição da carabina três posições masculino do tiro nos Jogos Olímpicos de Verão de 2020 foi disputada em 2 de agosto de 2021 no Campo de Tiro de Asaka, em Tóquio. Um total de 39 atiradores de 27 Comitês Olímpicos Nacionais (CON) participaram do evento.

## Qualificação
O período de qualificação começou com o Campeonato Mundial de 2018 em Changwon, Coreia do Sul, que foi concluído em 15 de setembro. Por todo o processo, as vagas foram geralmente concedidas para os atiradoras que vencessem uma etapa da Copa do Mundo da ISSF ou ficassem em uma posição de destaque na mesma competição ou em eventos continentais (África, Europa, Ásia, Oceania e Américas).
Após a conclusão do período de qualificação e o recebimento da lista oficial de vagas pelos Comitês Olímpicos Nacionais (CON), a ISSF considerou as posições no ranking mundial para cada evento individual. Os atiradores melhores colocados ainda não qualificadas e cujo CON também não tivesse uma quota no evento obtiveram uma vaga direta. O Japão também teve uma vaga garantida como país sede.

## Calendário
Horário local (UTC+9)
| Data                | Horário | Fase         |
| ------------------- | ------- | ------------ |
| 2 de agosto de 2021 | 11:30   | Qualificação |
| 2 de agosto de 2021 | 16:50   | Final        |

## Medalhistas
| Ouro   | CHN Zhang Changhong  |
| Prata  | ROC Sergey Kamenskiy |
| Bronze | SRB Milenko Sebić    |

## Recordes
Antes desta competição, os seguintes recordes eram estabelecidos:
| Recordes da qualificação | Recordes da qualificação | Recordes da qualificação | Recordes da qualificação | Recordes da qualificação |
| ------------------------ | ------------------------ | ------------------------ | ------------------------ | ------------------------ |
| Recorde mundial          | Jan Lochbihler           | 1188                     | Rio de Janeiro           | 28 de agosto de 2019     |
| Recorde olímpico         | Sergey Kamenskiy         | 1184                     | Rio de Janeiro           | 14 de agosto de 2016     |

| Recordes da final | Recordes da final | Recordes da final | Recordes da final | Recordes da final    |
| ----------------- | ----------------- | ----------------- | ----------------- | -------------------- |
| Recorde mundial   | Yang Haoran       | 465,3             | Munique           | 25 de maio de 2018   |
| Recorde olímpico  | Niccolò Campriani | 458,8             | Rio de Janeiro    | 14 de agosto de 2016 |

Após a competição, os seguintes recordes foram estabelecidos:
| Recorde          | Tipo  | Atirador(a)         | Marca | Local  | Data                |
| Recorde mundial  | Final | CHN Zhang Changhong | 466,0 | Tóquio | 2 de agosto de 2021 |
| Recorde olímpico | Final | CHN Zhang Changhong | 466,0 | Tóquio | 2 de agosto de 2021 |

## Resultados

### Qualificação
| Pos. | Atirador                    | CON                 | Ajoelhado | Deitado | Em pé | Total    | Notas |
| ---- | --------------------------- | ------------------- | --------- | ------- | ----- | -------- | ----- |
| 1    | Sergey Kamenskiy            | ROC                 | 394       | 398     | 391   | 1183-78x | Q     |
| 2    | Zhang Changhong             | CHN China           | 392       | 398     | 393   | 1183-67x | Q     |
| 3    | Jon-Hermann Hegg            | NOR Noruega         | 395       | 397     | 389   | 1181-64x | Q     |
| 4    | Milenko Sebić               | SRB Sérvia          | 394       | 399     | 387   | 1180-64x | Q     |
| 5    | Miran Maričić               | CRO Croácia         | 393       | 397     | 388   | 1178-66x | Q     |
| 6    | Serhiy Kulish               | UKR Ucrânia         | 393       | 398     | 387   | 1178-60x | Q     |
| 7    | Petar Gorša                 | CRO Croácia         | 392       | 397     | 387   | 1176-70x | Q     |
| 8    | Yury Shcherbatsevich        | BLR Bielorrússia    | 392       | 398     | 386   | 1176-55x | Q     |
| 9    | Henrik Larsen               | NOR Noruega         | 398       | 400     | 377   | 1175-70x |       |
| 10   | István Péni                 | HUN Hungria         | 391       | 397     | 385   | 1173-64x |       |
| 11   | Zhao Zhonghao               | CHN China           | 392       | 397     | 384   | 1173-64x |       |
| 12   | Patrick Sunderman           | USA Estados Unidos  | 393       | 398     | 381   | 1172-63x |       |
| 13   | Patrik Jány                 | SVK Eslováquia      | 390       | 391     | 391   | 1172-61x |       |
| 14   | Yuriy Yurkov                | KAZ Cazaquistão     | 390       | 395     | 387   | 1172-60x |       |
| 15   | Tomasz Bartnik              | POL Polônia         | 394       | 394     | 383   | 1171-56x |       |
| 16   | Jiří Přívratský             | CZE República Checa | 385       | 396     | 388   | 1169-68x |       |
| 17   | Petr Nymburský              | CZE República Checa | 385       | 399     | 385   | 1169-62x |       |
| 18   | Zalán Pekler                | HUN Hungria         | 393       | 395     | 381   | 1169-56x |       |
| 19   | Marco De Nicolo             | ITA Itália          | 396       | 393     | 379   | 1168-60x |       |
| 20   | Mahyar Sedaghat             | IRI Irã             | 388       | 392     | 388   | 1168-56x |       |
| 21   | Aishwary Pratap Singh Tomar | IND Índia           | 397       | 391     | 379   | 1167-63x |       |
| 22   | Oleh Tsarkov                | UKR Ucrânia         | 388       | 396     | 382   | 1166-51x |       |
| 23   | Milutin Stefanović          | SRB Sérvia          | 387       | 391     | 386   | 1164-57x |       |
| 24   | Kim Sang-do                 | KOR Coreia do Sul   | 384       | 390     | 390   | 1164-53x |       |
| 25   | Karolis Girulis             | LTU Lituânia        | 385       | 393     | 385   | 1163-50x |       |
| 26   | Nick Mowrer                 | USA Estados Unidos  | 391       | 397     | 374   | 1162-63x |       |
| 27   | Dane Sampson                | AUS Austrália       | 383       | 397     | 382   | 1162-45x |       |
| 28   | Steffen Olsen               | DEN Dinamarca       | 388       | 391     | 381   | 1160-53x |       |
| 29   | Jack Rossiter               | AUS Austrália       | 382       | 392     | 386   | 1160-40x |       |
| 30   | Lorenzo Bacci               | ITA Itália          | 384       | 392     | 383   | 1159-49x |       |
| 31   | Naoya Okada                 | JPN Japão           | 388       | 390     | 380   | 1158-44x |       |
| 32   | Sanjeev Rajput              | IND Índia           | 387       | 393     | 377   | 1157-55x |       |
| 33   | José Luis Sánchez           | MEX México          | 387       | 391     | 376   | 1154-48x |       |
| 34   | Alexis Eberhardt            | ARG Argentina       | 382       | 391     | 379   | 1152-50x |       |
| 35   | Hamed Al-Khatri             | OMA Omã             | 382       | 392     | 374   | 1148-42x |       |
| 36   | Ömer Akgün                  | TUR Turquia         | 373       | 390     | 384   | 1147-40x |       |
| 37   | Takayuki Matsumoto          | JPN Japão           | 373       | 391     | 381   | 1145-42x |       |
| 38   | Osama El-Saeid              | EGY Egito           | 367       | 392     | 380   | 1139-37x |       |
| 39   | Julio Iemma                 | VEN Venezuela       | 376       | 388     | 368   | 1132-41x |       |

### Final
| Pos.              | Atirador                 | Séries    | Séries    | Séries    | Séries  | Séries  | Séries  | Séries | Séries | Séries | Séries | Séries | Séries | Séries | Total | Notas |
| Pos.              | Atirador                 | Ajoelhado | Ajoelhado | Ajoelhado | Deitado | Deitado | Deitado | Em pé  | Em pé  | Em pé  | Em pé  | Em pé  | Em pé  | Em pé  | Total | Notas |
| Pos.              | Atirador                 | 1         | 2         | 3         | 4       | 5       | 6       | 7      | 8      | 9s41   | 9s42   | 9s43   | 9s44   | 9s45   | Total | Notas |
| ----------------- | ------------------------ | --------- | --------- | --------- | ------- | ------- | ------- | ------ | ------ | ------ | ------ | ------ | ------ | ------ | ----- | ----- |
| Medalha de ouro   | CHN Zhang Changhong      | 52.5      | 103.5     | 155.6     | 208.3   | 260.0   | 312.6   | 362.2  | 413.6  | 423.9  | 434.5  | 445.4  | 455.7  | 466.0  | 466.0 | ,     |
| Medalha de prata  | ROC Sergey Kamenskiy     | 49.2      | 101.0     | 154.0     | 206.6   | 259.6   | 311.8   | 363.1  | 412.9  | 423.2  | 433.5  | 443.6  | 454.1  | 464.2  | 464.2 |       |
| Medalha de bronze | SRB Milenko Sebić        | 51.9      | 102.8     | 153.1     | 204.7   | 257.2   | 308.9   | 359.0  | 408.7  | 419.2  | 428.7  | 438.7  | 448.2  | —      | 448.2 |       |
| 4                 | NOR Jon-Hermann Hegg     | 50.5      | 102.1     | 153.1     | 204.5   | 257.6   | 309.3   | 359.3  | 408.4  | 417.9  | 428.0  | 438.0  | —      | —      | 438.0 |       |
| 5                 | CRO Petar Gorša          | 49.3      | 100.7     | 151.1     | 202.9   | 254.4   | 306.4   | 356.2  | 407.2  | 417.4  | 427.2  | —      | —      | —      | 427.2 |       |
| 6                 | CRO Miran Maričić        | 50.0      | 100.5     | 150.2     | 201.5   | 251.7   | 303.5   | 354.1  | 406.5  | 416.2  | —      | —      | —      | —      | 416.2 |       |
| 7                 | BLR Yury Shcherbatsevich | 51.6      | 103.9     | 155.5     | 207.1   | 259.4   | 311.5   | 358.3  | 406.3  | —      | —      | —      | —      | —      | 406.3 |       |
| 8                 | UKR Serhiy Kulish        | 50.0      | 102.1     | 154.7     | 207.5   | 258.8   | 310.6   | 351.3  | 402.2  | —      | —      | —      | —      | —      | 402.2 |       |